# Grand Prix-wegrace van Frankrijk 2021
De Grand Prix-wegrace van Frankrijk 2021 was de vijfde race van het wereldkampioenschap wegrace-seizoen 2021. De race werd verreden op 16 mei 2021 op het Circuit Bugatti nabij Le Mans, Frankrijk.

## Uitslag

### MotoGP
| Pos | Nr | Rijder            | Constructeur | Rondes | Tijd       | Grid | Punten |
| --- | -- | ----------------- | ------------ | ------ | ---------- | ---- | ------ |
| 1   | 43 | Jack Miller       | Ducati       | 27     | 47:25.473  | 3    | 25     |
| 2   | 5  | Johann Zarco      | Ducati       | 27     | +3.970     | 5    | 20     |
| 3   | 20 | Fabio Quartararo  | Yamaha       | 27     | +14.468    | 1    | 16     |
| 4   | 63 | Francesco Bagnaia | Ducati       | 27     | +16.172    | 16   | 13     |
| 5   | 9  | Danilo Petrucci   | KTM          | 27     | +21.430    | 17   | 11     |
| 6   | 73 | Álex Márquez      | Honda        | 27     | +23.509    | 19   | 10     |
| 7   | 30 | Takaaki Nakagami  | Honda        | 27     | +30.164    | 7    | 9      |
| 8   | 44 | Pol Espargaró     | Honda        | 27     | +35.221    | 8    | 8      |
| 9   | 27 | Iker Lecuona      | KTM          | 27     | +40.432    | 18   | 7      |
| 10  | 12 | Maverick Viñales  | Yamaha       | 27     | +40.577    | 2    | 6      |
| 11  | 46 | Valentino Rossi   | Yamaha       | 27     | +42.198    | 9    | 5      |
| 12  | 10 | Luca Marini       | Ducati       | 27     | +52.408    | 12   | 4      |
| 13  | 33 | Brad Binder       | KTM          | 27     | +59.377    | 21   | 3      |
| 14  | 23 | Enea Bastianini   | Ducati       | 27     | +1:02.224  | 22   | 2      |
| 15  | 53 | Esteve Rabat      | Ducati       | 27     | +1:09.651  | 20   | 1      |
| 16  | 21 | Franco Morbidelli | Yamaha       | 23     | +4 ronden  | 4    |        |
| DNF | 93 | Marc Márquez      | Honda        | 17     | Ongeluk    | 6    |        |
| DNF | 41 | Aleix Espargaró   | Aprilia      | 15     | Mechanisch | 13   |        |
| DNF | 88 | Miguel Oliveira   | KTM          | 12     | Ongeluk    | 10   |        |
| DNF | 42 | Álex Rins         | Suzuki       | 12     | Ongeluk    | 15   |        |
| DNF | 32 | Lorenzo Savadori  | Aprilia      | 11     | Mechanisch | 11   |        |
| DNF | 36 | Joan Mir          | Suzuki       | 4      | Ongeluk    | 14   |        |

### Moto2
Yari Montella liep tijdens een crash in de vrije training op vrijdag een blessure op en kon daardoor de race niet starten; hij werd vervangen door Alonso López. Somkiat Chantra werd een positie teruggezet omdat hij in de laatste ronde de baanlimieten overschreed en hierbij voordeel behaalde. De als elfde gefinishte Lorenzo Dalla Porta werd gediskwalificeerd omdat zijn motorfiets onder het toegestane minimumgewicht zat.
| Pos | Nr | Rijder                | Constructeur | Rondes | Tijd              | Grid | Punten |
| --- | -- | --------------------- | ------------ | ------ | ----------------- | ---- | ------ |
| 1   | 25 | Raúl Fernández        | Kalex        | 25     | 40:46.101         | 1    | 25     |
| 2   | 87 | Remy Gardner          | Kalex        | 25     | +1.490            | 7    | 20     |
| 3   | 72 | Marco Bezzecchi       | Kalex        | 25     | +4.599            | 2    | 16     |
| 4   | 14 | Tony Arbolino         | Kalex        | 25     | +7.503            | 19   | 13     |
| 5   | 64 | Bo Bendsneyder        | Kalex        | 25     | +11.887           | 6    | 11     |
| 6   | 23 | Marcel Schrötter      | Kalex        | 25     | +27.829           | 14   | 10     |
| 7   | 79 | Ai Ogura              | Kalex        | 25     | +27.975           | 16   | 9      |
| 8   | 21 | Fabio Di Giannantonio | Kalex        | 25     | +28.112           | 15   | 8      |
| 9   | 24 | Simone Corsi          | MV Agusta    | 25     | +28.204           | 17   | 7      |
| 10  | 9  | Jorge Navarro         | Boscoscuro   | 25     | +28.432           | 18   | 6      |
| 11  | 11 | Nicolò Bulega         | Kalex        | 25     | +29.316           | 11   | 5      |
| 12  | 35 | Somkiat Chantra       | Kalex        | 25     | +28.749           | 26   | 4      |
| 13  | 42 | Marcos Ramírez        | Kalex        | 25     | +31.605           | 21   | 3      |
| 14  | 75 | Albert Arenas         | Boscoscuro   | 25     | +32.080           | 24   | 2      |
| 15  | 55 | Hafizh Syahrin        | NTS          | 25     | +32.571           | 27   | 1      |
| 16  | 70 | Barry Baltus          | NTS          | 25     | +33.309           | 29   |        |
| 17  | 7  | Lorenzo Baldassarri   | MV Agusta    | 25     | +39.036           | 13   |        |
| 18  | 96 | Jake Dixon            | Kalex        | 25     | +41.069           | 25   |        |
| 19  | 13 | Celestino Vietti      | Kalex        | 25     | +45.599           | 28   |        |
| 20  | 10 | Tommaso Marcon        | MV Agusta    | 25     | +1:19.160         | 30   |        |
| DNF | 6  | Cameron Beaubier      | Kalex        | 20     | Ongeluk           | 23   |        |
| DNF | 12 | Thomas Lüthi          | Kalex        | 14     | Ongeluk           | 22   |        |
| DNF | 40 | Héctor Garzó          | Kalex        | 6      | Ongeluk           | 8    |        |
| DNF | 16 | Joe Roberts           | Kalex        | 4      | Ongeluk           | 3    |        |
| DNF | 97 | Xavi Vierge           | Kalex        | 3      | Ongeluk           | 12   |        |
| DNF | 22 | Sam Lowes             | Kalex        | 3      | Ongeluk           | 10   |        |
| DNF | 62 | Stefano Manzi         | Kalex        | 2      | Ongeluk           | 9    |        |
| DNF | 2  | Alonso López          | Boscoscuro   | 2      | Ongeluk           | 31   |        |
| DNF | 37 | Augusto Fernández     | Kalex        | 1      | Ongeluk           | 5    |        |
| DNF | 44 | Arón Canet            | Boscoscuro   | 0      | Ongeluk           | 4    |        |
| DSQ | 19 | Lorenzo Dalla Porta   | Kalex        | 25     | Gediskwalificeerd | 20   |        |
| WD  | 5  | Yari Montella         | Boscoscuro   | 0      | Blessure          |      |        |

### Moto3
Yuki Kunii startte niet nadat hij een blessure opliep tijdens een val in de kwalificatie.
| Pos | Nr | Rijder             | Constructeur | Rondes | Tijd           | Grid | Punten |
| --- | -- | ------------------ | ------------ | ------ | -------------- | ---- | ------ |
| 1   | 11 | Sergio García      | GasGas       | 22     | 42:21.172      | 8    | 25     |
| 2   | 12 | Filip Salač        | Honda        | 22     | +2.349         | 7    | 20     |
| 3   | 54 | Riccardo Rossi     | KTM          | 22     | +5.589         | 2    | 16     |
| 4   | 17 | John McPhee        | Honda        | 22     | +7.158         | 4    | 13     |
| 5   | 71 | Ayumu Sasaki       | KTM          | 22     | +14.882        | 15   | 11     |
| 6   | 31 | Adrián Fernández   | Husqvarna    | 22     | +27.279        | 26   | 10     |
| 7   | 43 | Xavier Artigas     | Honda        | 22     | +27.408        | 27   | 9      |
| 8   | 37 | Pedro Acosta       | KTM          | 22     | +29.880        | 21   | 8      |
| 9   | 53 | Deniz Öncü         | KTM          | 22     | +35.098        | 13   | 7      |
| 10  | 55 | Romano Fenati      | Husqvarna    | 22     | +36.616        | 10   | 6      |
| 11  | 16 | Andrea Migno       | Honda        | 22     | +42.347        | 1    | 5      |
| 12  | 6  | Ryusei Yamanaka    | KTM          | 22     | +42.739        | 12   | 4      |
| 13  | 50 | Jason Dupasquier   | KTM          | 22     | +42.756        | 14   | 3      |
| 14  | 28 | Izan Guevara       | GasGas       | 22     | +50.891        | 24   | 2      |
| 15  | 19 | Andi Farid Izdihar | Honda        | 22     | +52.753        | 28   | 1      |
| 16  | 73 | Maximilian Kofler  | KTM          | 22     | +53.054        | 22   |        |
| 17  | 82 | Stefano Nepa       | KTM          | 22     | +53.568        | 11   |        |
| 18  | 7  | Dennis Foggia      | Honda        | 22     | +1:18.995      | 18   |        |
| 19  | 20 | Lorenzo Fellon     | Honda        | 22     | +1:19.103      | 25   |        |
| 20  | 40 | Darryn Binder      | Honda        | 22     | +1:54.124      | 16   |        |
| 21  | 27 | Kaito Toba         | KTM          | 21     | +1 ronde       | 19   |        |
| 22  | 52 | Jeremy Alcoba      | Honda        | 18     | +4 ronden      | 17   |        |
| DNF | 99 | Carlos Tatay       | KTM          | 14     | Uitgevallen    | 20   |        |
| DNF | 32 | Takuma Matsuyama   | Honda        | 3      | Ongeluk        | 23   |        |
| DNF | 2  | Gabriel Rodrigo    | Honda        | 2      | Ongeluk        | 5    |        |
| DNF | 5  | Jaume Masiá        | KTM          | 1      | Ongeluk        | 3    |        |
| DNF | 24 | Tatsuki Suzuki     | Honda        | 1      | Ongeluk        | 9    |        |
| DNF | 23 | Niccolò Antonelli  | KTM          | 1      | Schade ongeluk | 6    |        |
| DNS | 92 | Yuki Kunii         | Honda        | 0      | Blessure       |      |        |

### MotoE
Alle motorfietsen zijn afkomstig van Energica. Miquel Pons en Andrea Mantovani startten de race niet nadat zij in de ronde naar de grid waren gecrasht. Alessandro Zaccone werd een positie teruggezet omdat hij in de laatste ronde de baanlimieten overschreed en hierbij voordeel behaalde.
| Pos | Nr | Rijder             | Rondes | Tijd      | Grid | Punten |
| --- | -- | ------------------ | ------ | --------- | ---- | ------ |
| 1   | 51 | Eric Granado       | 7      | 12:23.012 | 1    | 25     |
| 2   | 27 | Mattia Casadei     | 7      | +0.306    | 15   | 20     |
| 3   | 61 | Alessandro Zaccone | 7      | +0.253    | 5    | 16     |
| 4   | 77 | Dominique Aegerter | 7      | +0.532    | 6    | 13     |
| 5   | 40 | Jordi Torres       | 7      | +0.640    | 11   | 11     |
| 6   | 68 | Yonny Hernández    | 7      | +0.900    | 9    | 10     |
| 7   | 3  | Lukas Tulovic      | 7      | +1.045    | 12   | 9      |
| 8   | 11 | Matteo Ferrari     | 7      | +1.751    | 3    | 8      |
| 9   | 19 | Corentin Perolari  | 7      | +4.727    | 16   | 7      |
| 10  | 6  | María Herrera      | 7      | +4.999    | 18   | 6      |
| 11  | 21 | Kevin Zannoni      | 7      | +15.509   | 17   | 5      |
| 12  | 14 | André Pires        | 7      | +29.350   | 14   | 4      |
| 13  | 18 | Xavier Cardelús    | 7      | +29.485   | 4    | 3      |
| 14  | 80 | Jasper Iwema       | 7      | +37.419   | 13   | 2      |
| 15  | 54 | Fermín Aldeguer    | 7      | +1:06.915 | 8    |        |
| DNF | 78 | Hikari Okubo       | 2      | Ongeluk   | 10   |        |
| DNS | 71 | Miquel Pons        | 0      | Ongeluk   | 2    |        |
| DNS | 9  | Andrea Mantovani   | 0      | Ongeluk   | 7    |        |

## Tussenstanden na wedstrijd

### MotoGP
| Pos | Nr | Rijder            | Team   | Punten |
| --- | -- | ----------------- | ------ | ------ |
| 1   | 20 | Fabio Quartararo  | Yamaha | 80     |
| 2   | 63 | Francesco Bagnaia | Ducati | 79     |
| 3   | 5  | Johann Zarco      | Ducati | 68     |
| 4   | 43 | Jack Miller       | Ducati | 64     |
| 5   | 12 | Maverick Viñales  | Yamaha | 56     |

### Moto2
| Pos | Nr | Rijder                | Team  | Punten |
| --- | -- | --------------------- | ----- | ------ |
| 1   | 87 | Remy Gardner          | Kalex | 89     |
| 2   | 25 | Raúl Fernández        | Kalex | 88     |
| 3   | 72 | Marco Bezzecchi       | Kalex | 72     |
| 4   | 22 | Sam Lowes             | Kalex | 66     |
| 5   | 21 | Fabio Di Giannantonio | Kalex | 60     |

### Moto3
| Pos | Nr | Rijder            | Team      | Punten |
| --- | -- | ----------------- | --------- | ------ |
| 1   | 37 | Pedro Acosta      | KTM       | 103    |
| 2   | 11 | Sergio García     | GasGas    | 49     |
| 3   | 16 | Andrea Migno      | Honda     | 47     |
| 4   | 55 | Romano Fenati     | Husqvarna | 46     |
| 5   | 23 | Niccolò Antonelli | KTM       | 44     |

### MotoE
| Pos | Nr | Rijder             | Punten |
| --- | -- | ------------------ | ------ |
| 1   | 61 | Alessandro Zaccone | 41     |
| 2   | 27 | Mattia Casadei     | 33     |
| 3   | 77 | Dominique Aegerter | 33     |
| 4   | 51 | Eric Granado       | 28     |
| 5   | 40 | Jordi Torres       | 27     |

1920 · 1921 · 1922 · 1923 · 1924 · 1925 · 1926 · 1927 · 1928 · 1929 · 1930 · 1931 · 1932 · 1933 · 1935 · 1936 · 1937 · 1938 · 1939 · 1949 · 1951 ·  1953 · 1954 · 1955 · 1958 · 1959 · 1960 · 1961 · 1962 · 1963 · 1964 · 1965 · 1966 · 1967 · 1969 · 1970 · 1972 · 1973 · 1974 · 1975 · 1976 · 1977 · 1978 · 1979 · 1980 · 1981 · 1982 · 1983 · 1984 · 1985 · 1986 · 1987 · 1988 · 1989 · 1990 · 1991 · 1992 · 1994 · 1995 · 1996 · 1997 · 1998 · 1999 · 2000 · 2001 · 2002 · 2003 · 2004 · 2005 · 2006 · 2007 · 2008 · 2009 · 2010 · 2011 · 2012 · 2013 · 2014 · 2015 · 2016 · 2017 · 2018 · 2019 · 2020 · 2021 · 2022 · 2023 · 2024 · 2025